# مارتن باركر
مارتن باركر (بالإنجليزية: Martin Barker)‏ هو أستاذ جامعي بريطاني، ولد في 1946.

## وصلات خارجية
- مارتن باركر على موقع IMDb (الإنجليزية)